# Hans Pulver
Pour les articles homonymes, voir Pulver.
Hans Pulver, né le 28 décembre 1902 et mort le 6 avril 1977 à Berne, est un footballeur puis entraîneur de football suisse. 
Gardien de but, il fut médaillé d'argent au tournoi de football des Jeux olympiques d'été de 1924 à Paris avec l'équipe de Suisse de football. Il a fait toute sa carrière au sein des Young Boys de Berne de 1922 à 1936. Après sa carrière de joueur, il fut entraîneur des Young Boys, du FC Berne et du FC Thoune. 

## Carrière de joueur
- 1922-1935 : BSC Young Boys

## Parcours d'entraîneur
- 1937-1942 : BSC Young Boys
- 1944-1946 : FC Berne (1945 promotion à la ligue nationale A)
- 1948-1949 : FC Thoune
- 1949-? 000: Central Fribourg

## Palmarès
- Médaille d'argent au tournoi de football des Jeux olympiques d'été de 1924.